# Ilana Kloss
Ilana Sheryl Kloss (Johannesburg, 1956. március 22. –) dél-afrikai teniszezőnő. 1973-tól 1987-ig tartó pályafutása során két Grand Slam-tornán diadalmaskodott. 1976-ban a Roland Garroson az ausztrál Kim Warwick társaként bajnok lett a vegyes páros versenyben, majd még az évben a US Openen nyert bajnoki címet, ezúttal a páros versenyen honfitársa Linky Boshoff oldalán. Házastársa Billie Jean King.

## Grand Slam-győzelmek

### Páros (1)
| Év   | Torna   | Partner       | Ellenfelek a döntőben       | Eredmény a döntőben |
| 1976 | US Open | Linky Boshoff | Olga Morozova Virginia Wade | 6–1, 6–4            |

### Vegyes (1)
| Év   | Torna         | Partner     | Ellenfelek a döntőben          | Eredmény a döntőben |
| 1976 | Roland Garros | Kim Warwick | Colin Dowdeswell Linky Boshoff | 5–7, 7–6, 6–2       |